# Cercle Alfons Mias
El Cercle Alfons Mias (CAM) és una associació nord-catalana de caràcter no lucratiu. Edita llibrets en català o en francès sobre els Països Catalans o sobre la qüestió nacional. Domini i gènere: assaigs, esoterisme, història de les idees polítiques, llengües i cultures populars. Rep el nom en honor d'Alfons Mias.
Des del 2005, el CAM organitza la manifestació del record dels patriotes catalans. La cerimònia té lloc tradicionalment des del 1944 el dissabte o el diumenge més a prop del 15 d'octubre, a partir de 2/4 d'11 al cementiri de l'Oest de Perpinyà. Aquesta data correspon a l'aniversari de l'afusellament del president màrtir Lluís Companys per l'exèrcit espanyol.
El Cercle és presidit per l'escriptor Joan-Pere Pujol.
Seu de l'associació: Vil·la Sant Jordi, Carrer de Georges Brassens, 9 - 66740 Sant Genís de Fontanes.